# Paus Benedictus XIII
Paus Benedictus XIII, geboren als Pietro Francesco Orsini (Gravina in Puglia (Bari), 2 februari 1649 – Rome, 21 februari 1730) was paus van 1724 tot 1730. Afkomstig uit het voorname Romeinse geslacht der Orsini's, gold hij als laatste Romeinse paus tot de verkiezing van paus Pius XII in 1939.
Orsini trad al op zestienjarige leeftijd toe tot de orde van de Dominicanen. Hij studeerde theologie in Venetië en Bologna en filosofie in Napels. Hij werd in 1672 kardinaal, tussen 1675 en 1680 was hij aartsbisschop van Manfredonia en in 1680 werd hij bisschop van Cesena. In 1686 volgde zijn benoeming tot aartsbisschop van Benevento.
In 1724 werd hij na een conclaaf van 70 dagen tot paus gekozen. Aanvankelijk weigerde hij zijn benoeming, maar uiteindelijk aanvaardde hij deze toch.
Als paus noemde hij zich aanvankelijk Benedictus XIV, maar corrigeerde dit later in XIII. Hierin speelde mee dat Pietro de Luna de tegenpaus Benedictus XIII was geweest.
Benedictus XIII was een veranderingsgezinde paus en maakte tijdens zijn pontificaat vooral werk van het bestrijden van de decadentie die de Italiaanse geestelijkheid in zijn macht leek te hebben. Hij stimuleerde de zielzorg, vooral de prediking (Synode van Rome, 1725). Benedictus XIII was meer geleerde dan politicus: de belangen van de Kerkelijke Staat liet hij geheel over aan de gewetenloze kardinaal Coscia.
Zijn grafmonument in de S. Maria sopra Minerva is van de hand van Carlo Marchionni (1739).

## Oeuvre
- Epigrammata sacra (1669, uitgegeven onder de naam Fr. Ursinus)
- Opere di Bened. XIII (3 dln., 1728)

Cursief: tegenpaus
- Biblioteca Nacional de Chile: 000381827
- Biblioteca Nacional de España: XX1583329
- Bibliothèque nationale de France: cb13530663m (data)
- Catàleg d'autoritats de noms i títols de Catalunya: 981058521554206706
- Gemeinsame Normdatei: 119539780
- International Standard Name Identifier: 0000 0001 2095 538X
- Library of Congress Control Number: n88274527
- Nationale Bibliotheek van Tsjechië: mzk2010593046
- Nationale Bibliotheek van Israël: 987007448731205171
- Nationale Bibliotheek van Polen: a0000002629536
- Nederlandse Thesaurus van Auteursnamen: 069476845
- Istituto Centrale per il Catalogo Unico: CFIV009838
- SNAC: w6pr903c
- Système universitaire de documentation: 050454099
- Museum of New Zealand Te Papa Tongarewa: 67516
- Union List of Artist Names: 500121836
- Virtual International Authority File: 7549012
- WorldCat: E39PBJgRPC3YxvVTpc3GbG46rq